# Kotipizza

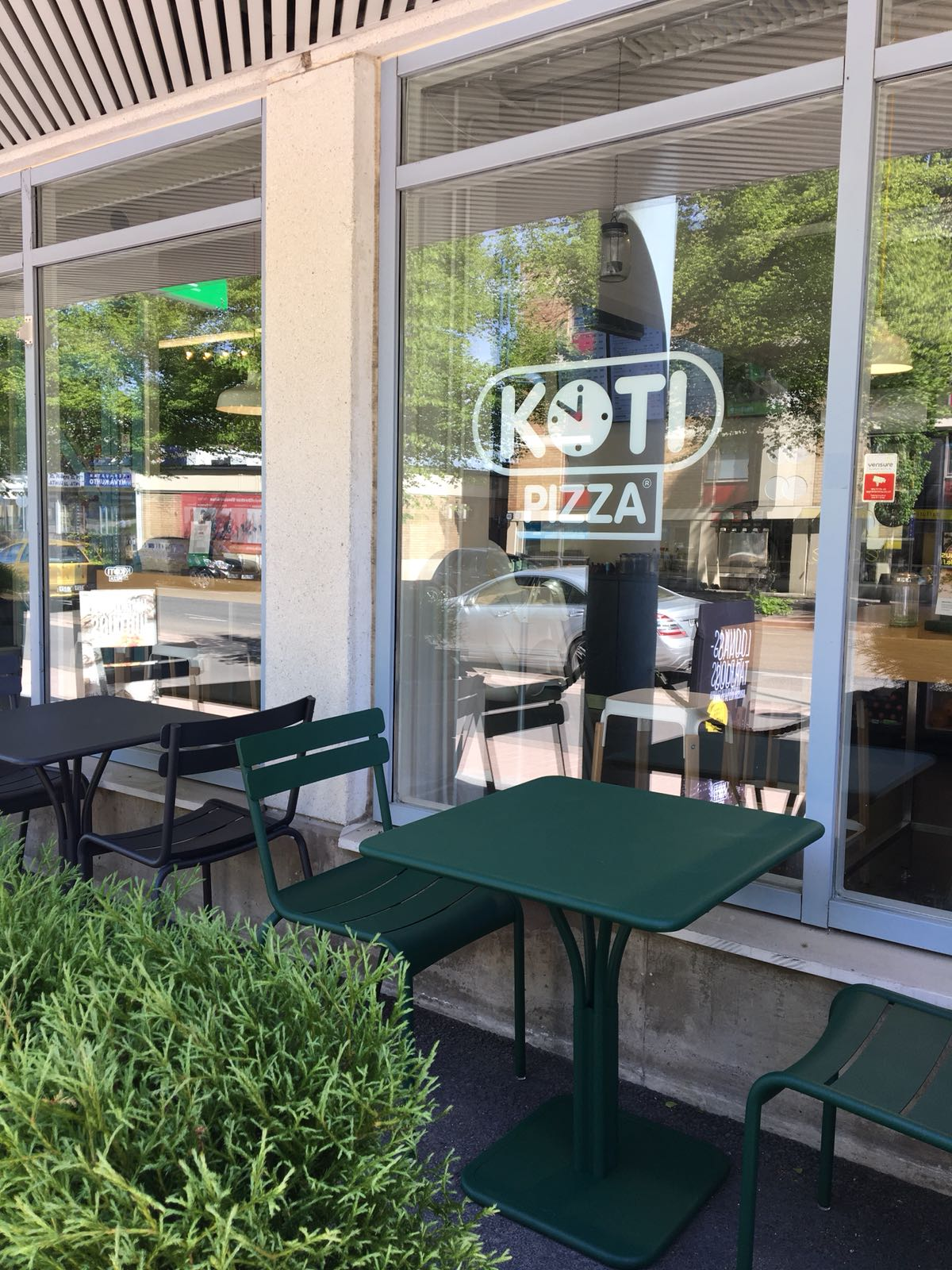
Kotipizza-Restaurant

Kotipizza ist die größte Pizza-Restaurantkette in Skandinavien und wurde 1987 von Rabbe Grönblom gegründet. Im Sommer 2009 führte Kotipizza über 250 Restaurants in über 130 Gemeinden ein. Zum Teil werden die Restaurants gemeinsam mit Autowerkstätten betrieben, das nördlichste Restaurant liegt in Karigasniemi im Gemeindegebiet von Utsjoki. Der Gewinn der Handelskette wurde 2008 mit 64,9 Millionen Euro ausgewiesen. Über 95 % der Kotipizza-Restaurants in Finnland werden durch Franchising betrieben. Außerhalb von Finnland existieren Kotipizza-Restaurants unter anderem in Sankt Petersburg, Estland und in Suzhou (China). Kotipizza wurde als das beste Franchising-Unternehmen der Jahre 1992 und 2009 gewählt. Das Motto von Kotipizza ist „Pizza, Love & Understanding“. Manche Restaurants liefern auch frei Haus.

## Pizza Berlusconi

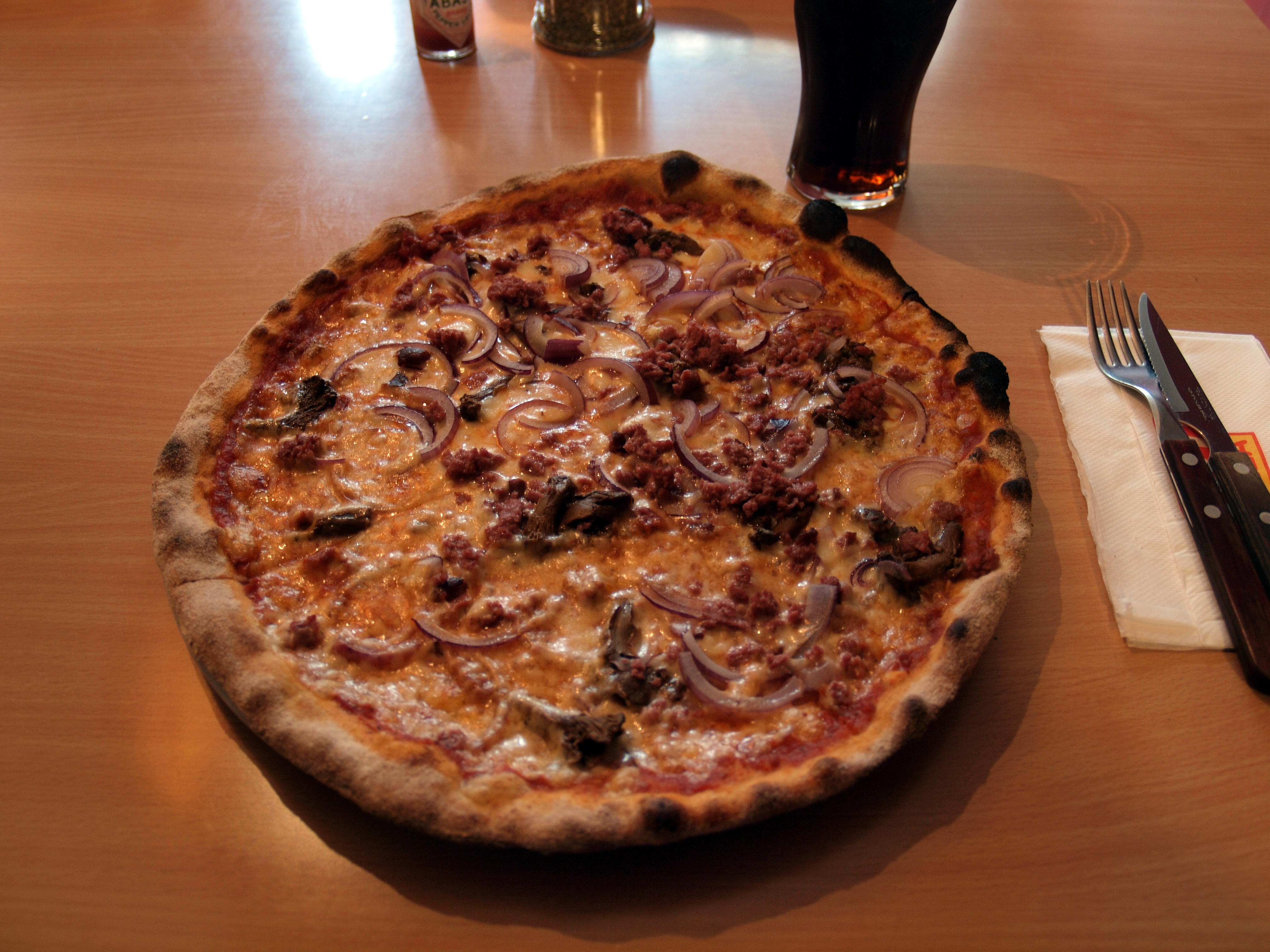
Pizza Berlusconi

Kotipizza hat eine Pizza mit geräuchertem Rentier Pizza Berlusconi genannt.
Mit der Pizza gewann Kotipizza im März 2008 den Pizzawettbewerb America’s Plate International in New York und schlug damit die italienische Mannschaft, die den zweiten Platz belegte.
Kotipizza benannte die Pizza in einer Werbekampagne nach dem italienischen Ministerpräsidenten Silvio Berlusconi. Damit macht sich Kotipizza einen Scherz aus Berlusconis Aussagen über die finnische Küche im Sommer 2005 zunutze. Berlusconi gab an, das finnische Essen „aushalten“ zu müssen. Zudem begann er einen Vergleich zwischen finnischer und italienischer Küche und machte abfällige Bemerkungen über geräuchertes Rentier, eine finnische Spezialität.
Der Belag der Pizza wird neben Käse mit geräuchertem Rentierfleisch, Pfifferlingen und roten Zwiebeln gestaltet. Er wird aus Prinzip „ohne Eier“ hergestellt.